# Argyrolepidia megisto
Argyrolepidia megisto is een vlinder uit de familie van de uilen (Noctuidae). De wetenschappelijke naam van de soort is voor het eerst geldig gepubliceerd in 1832 door Boisduval.